# Foy (Onhaye)
Pour les articles homonymes, voir Foy.
Foy est un hameau de la commune belge d'Onhaye située en Région wallonne dans la province de Namur.
Avant la fusion des communes de 1977, Foy faisait partie de la commune de Falaën.

## Situation
Ce hameau condrusien de Foy se situe sur le plateau dominant la vallée de la Molignée qui coule au sud puis à l'est du hameau. Une rue quitte la vallée de la Molignée à La Forge pour grimper vers le hameau.

## Patrimoine
Parmi les habitations de la localité, les plus anciennes sont deux fermes en carré se faisant face dans la partie haute du hameau. Elles ont été bâties à partir du XVIIe siècle en moellons de calcaire et toitures en ardoises. L'une d'entre elles abrite des gîtes ruraux.